# Walter Rogowski
Walter Rogowski (7 mai 1881 à Obrighoven (une banlieue de Wesel), province de Rhénanie – 10 mars 1947 à Aix-la-Chapelle, Allemagne) était un physicien théoricien allemand qui a comblé les fossés entre la physique théorique et la technologie appliquées dans de nombreux domaines de l'électronique.
Il a été l'étudiant de Arnold Sommerfeld.
Il a donné son nom à l'enroulement de Rogowski. Le Rogowski-Institut der RWTH Aachen a été renommé en son honneur .